# Lucien Niverd
Adolphe Lucien Niverd (Vouziers, 20 september 1879 – Parijs, 22 mei 1967) was een Frans componist en muziekpedagoog. Voor bepaalde werken gebruikte hij de pseudoniemen: Jacques Artoy en Jacques d'Artoy.

## Levensloop
Niverd kreeg zijn eerste muzieklessen van zijn vader. Later studeerde hij aan het Conservatoire national supérieur de musique te Parijs bij onder anderen Théophile Laforge, Charles–Marie Widor en Paul Vidal. Vervolgens werd hij docent en van 1927 tot 1942 directeur van het "Conservatoire à rayonnement départemental" (CRD) in Tourcoing.
Als componist was hij zeer actief en schreef opera's, werken voor orkest, kamermuziek en vocale muziek.

## Composities

### Werken voor harmonieorkest
- Fantasie de Concert
- Meditation
- Ouverture héroique
- Prélude et Cortège

### Kamermuziek
- 1911 Sonate, voor viool en piano (opgedragen aan Charles Marie Widor)
- 1916 Quintette, voor 2 violen, alt, cello en piano
- Aria et Toccata, voor trompet en piano
- Cantilène, voor viool, cello en orgel
- Chacone, voor viool en piano
- Divertissement Pompadour, voor viool en piano
- Dix pièces classique, voor drie violen
- Dix pièces classiques serie nr.2, voor twee violen
- Elégie, voor dwarsfluit (of hobo) en piano
- Hymne, voor altsaxofoon en piano
- Légende, voor trombone en piano
- Mélopée et Danse, voor hobo en piano
- Musette et Tambourin, voor fluitensemble (ook voor dwarsfluit of hobo en piano)
- Pastourelle, voor hobo (of dwarsfluit) en piano
- Pièce Breve, voor hobo (of saxofoon, of fagot) en piano
  1. Grazioso
  2. Cantabile
  3. Giocoso
  4. Allegro vivo
  5. Intermezzo
  6. Scherzetto
- Pièce romantique, voor klarinet en piano
- Prière, voor viool en orgel (of piano)
- Romance sentimentale, voor eufonium (of fagot) en piano
- Romance sentimentale, voor altsaxofoon en piano
- Six bagatelles, voor dwarsfluit en piano
  1. Allegretto
  2. Léger et Gracieux
  3. Allegretto moderato
  4. Allegretto
  5. Calme et Doux, Pastoral
  6. Allegro
- Six petites pièces de style, voor tuba (of fagot, of trombone) en piano
  1. Hymne
  2. Romance Sentimentale
  3. Complainte
  4. Historiette Dramatique
  5. Chant Mélancolique
  6. Scherzetto
- Six Pièces Breves, voor hobo (of saxofoon, of fagot, of klarinet) en piano
  1. Grazioso
  2. Cantabile
  3. Giocoso
  4. Allegro vivo
  5. Intermezzo
  6. Scherzetto
- Six Romances sans Paroles, voor klarinet en piano
  1. Très modéré
  2. Allegro moderato
  3. Allegro moderato
  4. Moderato
  5. Andantino
  6. Allegretto

### Werken voor orgel
- Choral
- Elégie
- Marche
- Mouvement perpetuel (Toccata) et Marche
- Pastoral

### Werken voor piano
- Concertino en Ut Majeur
- Concerto in C
- Impressions et Reflets
- Impromptu - Caprice
- Prélude, valses et marches
- Tout Simplement - Petite Etude Mélodique

## Pedagogische werken
- Vingt Leçons de solfège - à changement de clés
- Vingt nouvelles Lecons avec Accompagnement
- Vingt nouvelles Lecons sans Accompagnement
- 25 Leçons de solfège élémentaire sans accompagnement
- 25 Leçons de solfège élémentaire avec accompagnement
- Dictées Musicales - à deux et trois voix